# K14 소총
K14 소총은 2012년 한국 S&T모티브에서 개발된 저격소총이다.

## 역사
K-14 저격용소총은 2007년부터 예비타당성 조사 등 선행연구를 이어오다 2011년 3월 본격 설계에 들어가 2년여 만에 개발을 완료했다. 2013년 12월 24일, 초도계약 생산분 수백정을 한국 육군 특전사, 한국 해병대에 납품했다. 2014년도부터 전방 각 보병대대 및 수색대 등에 소량 보급되어 저격반을 운용중이다.
한국군 관계자는 K14 소총이 영국 L96 시리즈나 미해병대의 M24 SWS, M40 수준이라고 한다. K-14 소총은 필요할 경우 3~12배율의 주간 조준경이나 4배율의 야간 조준경을 장착할 수 있다.

## 무게
K14의 무게는 M24 SWS와 동일한 5.5kg로서, 현재 707특임대, 해군_특수전전단 등에서 사용하고 있는 수입용 헤클러 운트 코흐 MSG90 저격소총(6.40kg)보다 가볍다. K-14 저격용 소총은 부품 무게를 합하면 8kg이다. 거기에 위장복과 기타 장비를 합하면 군장 무게가 40kg이나 된다.
K14의 무게 5.5kg는 거대한 망원 조준경, 커다란 10발 탄창 등을 제외한 무게이다.

## 사용국가
- 대한민국
- 이라크